# Argent Halili
Argent Halili (Valona, 16 novembre 1982) è un ex calciatore albanese, di ruolo portiere.

## Carriera

### Club
Il 1º luglio 2012 viene acquistato a titolo definitivo dalla squadra albanese del Kukësi.

## Statistiche

### Presenze e reti nei club
Statistiche aggiornate al 22 dicembre 2017.
| Stagione                 | Squadra                  | Campionato               | Campionato | Campionato | Coppe nazionali | Coppe nazionali | Coppe nazionali | Coppe continentali | Coppe continentali | Coppe continentali | Altre coppe | Altre coppe | Altre coppe | Totale | Totale |
| Stagione                 | Squadra                  | Comp                     | Pres       | Reti       | Comp            | Pres            | Reti            | Comp               | Pres               | Reti               | Comp        | Pres        | Reti        | Pres   | Reti   |
| ------------------------ | ------------------------ | ------------------------ | ---------- | ---------- | --------------- | --------------- | --------------- | ------------------ | ------------------ | ------------------ | ----------- | ----------- | ----------- | ------ | ------ |
| 2001-2002                | Flamurtari Valona        | KS                       | ?          | -?         | CA              | 0               | 0               | -                  | -                  | -                  | -           | -           | -           | 0+     | 0+     |
| 2002-2003                | Teuta                    | KS                       | ?          | -?         | CA              | 0               | 0               | -                  | -                  | -                  | -           | -           | -           | 0+     | 0+     |
| 2003-2004                | Albpetrol                | KP                       | ?          | -?         | CA              | 0               | 0               | -                  | -                  | -                  | -           | -           | -           | 0+     | 0+     |
| 2004-2005                | Teuta                    | KS                       | ?          | -?         | CA              | 0               | 0               | -                  | -                  | -                  | -           | -           | -           | 0+     | 0+     |
| 2005-2006                | Teuta                    | KS                       | ?          | -?         | CA              | 0               | 0               | -                  | -                  | -                  | -           | -           | -           | 0+     | 0+     |
| Totale Teuta             | Totale Teuta             | Totale Teuta             | 0+         | 0+         |                 | 0+              | 0+              |                    | -                  | -                  |             | -           | -           | 0+     | 0+     |
| 2006-2007                | Sopoti                   | KP                       | ?          | -?         | CA              | 0               | 0               | -                  | -                  | -                  | -           | -           | -           | 0+     | 0+     |
| 2007-2008                | Flamurtari Valona        | KS                       | ?          | -?         | CA              | 0               | 0               | -                  | -                  | -                  | -           | -           | -           | 0+     | 0+     |
| 2008-2009                | Flamurtari Valona        | KS                       | 4          | -?         | CA              | 3               | -?              | -                  | -                  | -                  | -           | -           | -           | 7+     | 0+     |
| 2009-2010                | Flamurtari Valona        | KS                       | 9          | -13        | CA              | 0               | 0               | UEL                | 0                  | 0                  | SA          | 0           | 0           | 9      | -13    |
| 2010-2011                | Kastrioti                | KS                       | 31         | -44        | CA              | 0               | 0               | -                  | -                  | -                  | -           | -           | -           | 31     | -44    |
| 2011-2012                | Kastrioti                | KS                       | 21         | -21        | CA              | 5               | -8              | -                  | -                  | -                  | -           | -           | -           | 26     | -29    |
| Totale Kastrioti         | Totale Kastrioti         | Totale Kastrioti         | 52         | -65        |                 | 5               | -8              |                    | -                  | -                  |             | -           | -           | 57     | -73    |
| 2012-2013                | Kukësi                   | KS                       | 25         | -25        | CA              | 9               | -11             | -                  | -                  | -                  | -           | -           | -           | 34     | -36    |
| 2013-2014                | Kukësi                   | KS                       | 28         | -31        | CA              | 6               | -5              | UEL                | 8                  | -9                 | -           | -           | -           | 42     | -45    |
| 2014-2015                | Kukësi                   | KS                       | 31         | -23        | CA              | 3               | -2              | UEL                | 2                  | -1                 | -           | -           | -           | 36     | -26    |
| Totale Kukësi            | Totale Kukësi            | Totale Kukësi            | 84         | -79        |                 | 18              | -18             |                    | 10                 | -10                |             | -           | -           | 112    | -107   |
| 2015-2016                | Flamurtari Valona        | KS                       | 22         | -26        | CA              | 4               | -3              | -                  | -                  | -                  | -           | -           | -           | 26     | -29    |
| 2016-2017                | Flamurtari Valona        | KS                       | 26         | -21        | CA              | 2               | -2              | -                  | -                  | -                  | -           | -           | -           | 28     | -23    |
| Totale Flamurtari Valona | Totale Flamurtari Valona | Totale Flamurtari Valona | 61+        | -60+       |                 | 9               | -5+             |                    | 0                  | 0                  |             | 0           | 0           | 70+    | -65+   |
| 2017-gen. 2018           | Kamza                    | KS                       | 15         | -13        | CA              | 0               | 0               | -                  | -                  | -                  | -           | -           | -           | 15     | -13    |
| Totale carriera          | Totale carriera          | Totale carriera          | 212+       | -217+      |                 | 32              | -31+            |                    | 10                 | -10                |             | 0           | 0           | 254+   | -258+  |

## Palmarès

### Club

#### Competizioni nazionali
- Coppa d'Albania: 1

Flamurtari Valona: 2008-2009